# Clarence Gilyard
Clarence Darnell Gilyard Jr. (1955. december 24. – 2022. november 28.) amerikai színész. Előadóművészként filmes, televíziós és színpadi produkciókban szerepelt, esetenként Clarence A. Gilyard néven. 
Legismertebb alakítása James Trivette a Walker, a texasi kopó című televíziós sorozatból.

## Élete
1955. december 24-én született a Washington állambeli Moses Lake-ben, Barbara és idősebb Clarence Gilyard gyermekeként. Elsősorban lutheránusnak nevelkedett, de az 1990-es években katolikussá vált.
Gilyard kétszer volt házas, és hat gyermeke született. Első házassága Catherine Dutkóval válással végződött, második feleségét, Elenát 2001-ben vette feleségül. 2000-ben szerepelt a Left Behind – Az otthagyottak című thrillerben, amelyet az azonos című regénysorozat alapján készítettek.
2022. november 28-án jelentették be, hogy Gilyard hosszú betegség után, 66 éves korában elhunyt.